# دیوید کوان (بازیکن فوتبال، زاده ۱۹۸۲)
دیوید کوان (انگلیسی: David Cowan؛ زادهٔ ۵ مارس ۱۹۸۲) بازیکن فوتبال اهل بریتانیا است.
از باشگاه‌هایی که در آن بازی کرده‌است می‌توان به باشگاه فوتبال مادرول، باشگاه فوتبال داندی، و باشگاه فوتبال سنت جانستون اشاره کرد.